# تاجايتاى
تاجايتاى (بالإنجليزية: Tagaytay) هي مدينة تتبع كاويته في الفلبين بلغ عدد سكانها 71181  نسمة في 15 أغسطس 2015 . تبلغ مساحتها 65.00 كيلومتر مربع . ورمزها البريدي هو 4120 .

## الموقع
تشترك في الحدود مع:
- Mendez, Cavite [الإنجليزية]‏
- Silang, Cavite [الإنجليزية]‏
- كالامبا
- Talisay, Batangas [الإنجليزية]‏
- Amadeo, Cavite [الإنجليزية]‏
- Alfonso, Cavite [الإنجليزية]‏
- Indang [الإنجليزية]‏
- Laurel, Batangas [الإنجليزية]‏.

## المناخ
يظهر الجدول التالي التغييرات المناخية على مدار السنة لتاجايتاى:
| البيانات المناخية لـتاجايتاى      | البيانات المناخية لـتاجايتاى | البيانات المناخية لـتاجايتاى | البيانات المناخية لـتاجايتاى | البيانات المناخية لـتاجايتاى | البيانات المناخية لـتاجايتاى | البيانات المناخية لـتاجايتاى | البيانات المناخية لـتاجايتاى | البيانات المناخية لـتاجايتاى | البيانات المناخية لـتاجايتاى | البيانات المناخية لـتاجايتاى | البيانات المناخية لـتاجايتاى | البيانات المناخية لـتاجايتاى | البيانات المناخية لـتاجايتاى |
| الشهر                             | يناير                        | فبراير                       | مارس                         | أبريل                        | مايو                         | يونيو                        | يوليو                        | أغسطس                        | سبتمبر                       | أكتوبر                       | نوفمبر                       | ديسمبر                       | المعدل السنوي                |
| --------------------------------- | ---------------------------- | ---------------------------- | ---------------------------- | ---------------------------- | ---------------------------- | ---------------------------- | ---------------------------- | ---------------------------- | ---------------------------- | ---------------------------- | ---------------------------- | ---------------------------- | ---------------------------- |
| الدرجة القصوى °م (°ف)             | 27.0 (80.6)                  | 28.0 (82.4)                  | 30.0 (86.0)                  | 31.0 (87.8)                  | 30.0 (86.0)                  | 29.0 (84.2)                  | 28.0 (82.4)                  | 27.0 (80.6)                  | 27.0 (80.6)                  | 27.0 (80.6)                  | 27.0 (80.6)                  | 27.0 (80.6)                  | 31.0 (87.8)                  |
| متوسط درجة الحرارة الكبرى °م (°ف) | 24.0 (75.2)                  | 26.0 (78.8)                  | 27.0 (80.6)                  | 29.0 (84.2)                  | 28.0 (82.4)                  | 26.0 (78.8)                  | 25.0 (77.0)                  | 24.0 (75.2)                  | 25.0 (77.0)                  | 25.0 (77.0)                  | 25.0 (77.0)                  | 24.0 (75.2)                  | 25.7 (78.2)                  |
| المتوسط اليومي °م (°ف)            | 20.0 (68.0)                  | 21.0 (69.8)                  | 21.5 (70.7)                  | 23.5 (74.3)                  | 24.0 (75.2)                  | 23.0 (73.4)                  | 22.5 (72.5)                  | 22.0 (71.6)                  | 22.5 (72.5)                  | 22.0 (71.6)                  | 21.5 (70.7)                  | 20.5 (68.9)                  | 22.0 (71.6)                  |
| متوسط درجة الحرارة الصغرى °م (°ف) | 16.0 (60.8)                  | 16.0 (60.8)                  | 16.0 (60.8)                  | 18.0 (64.4)                  | 20.0 (68.0)                  | 20.0 (68.0)                  | 20.0 (68.0)                  | 20.0 (68.0)                  | 20.0 (68.0)                  | 19.0 (66.2)                  | 18.0 (64.4)                  | 17.0 (62.6)                  | 18.3 (65.0)                  |
| أدنى درجة حرارة °م (°ف)           | 13.0 (55.4)                  | 13.0 (55.4)                  | 14.0 (57.2)                  | 16.0 (60.8)                  | 18.0 (64.4)                  | 18.0 (64.4)                  | 18.0 (64.4)                  | 19.0 (66.2)                  | 18.0 (64.4)                  | 16.0 (60.8)                  | 15.0 (59.0)                  | 14.0 (57.2)                  | 13.0 (55.4)                  |
| الهطول مم (إنش)                   | 11 (0.4)                     | 13 (0.5)                     | 14 (0.6)                     | 32 (1.3)                     | 101 (4.0)                    | 142 (5.6)                    | 208 (8.2)                    | 187 (7.4)                    | 175 (6.9)                    | 131 (5.2)                    | 68 (2.7)                     | 39 (1.5)                     | 1٬121 (44.3)                 |
| المصدر: meteoblue.com,            |                              |                              |                              |                              |                              |                              |                              |                              |                              |                              |                              |                              |                              |

## توأمة
لتاجايتاى اتفاقيات توأمة مع:
- تاينان

## أعلام
- إدغاردو عنجرة